# Чорновіл Дмитро Семенович
Дмитро́ Семе́нович Чорнові́л  (1902, село Надеждівка, нині Харківської області — 1954, Київ) — український архітектор.

## Біографія
Фахову освіту здобув у Харківському художньому інституті (закінчив 1930 року).
Працював в інституті «Діпроміст». 1944 року творчий колектив архітекторів цього інституту, до якого входив Чорновіл, завоював третю премію в конкурсі на проект відбудовиви вулиці Хрещатик у Києві .
Споруди Чорновола:

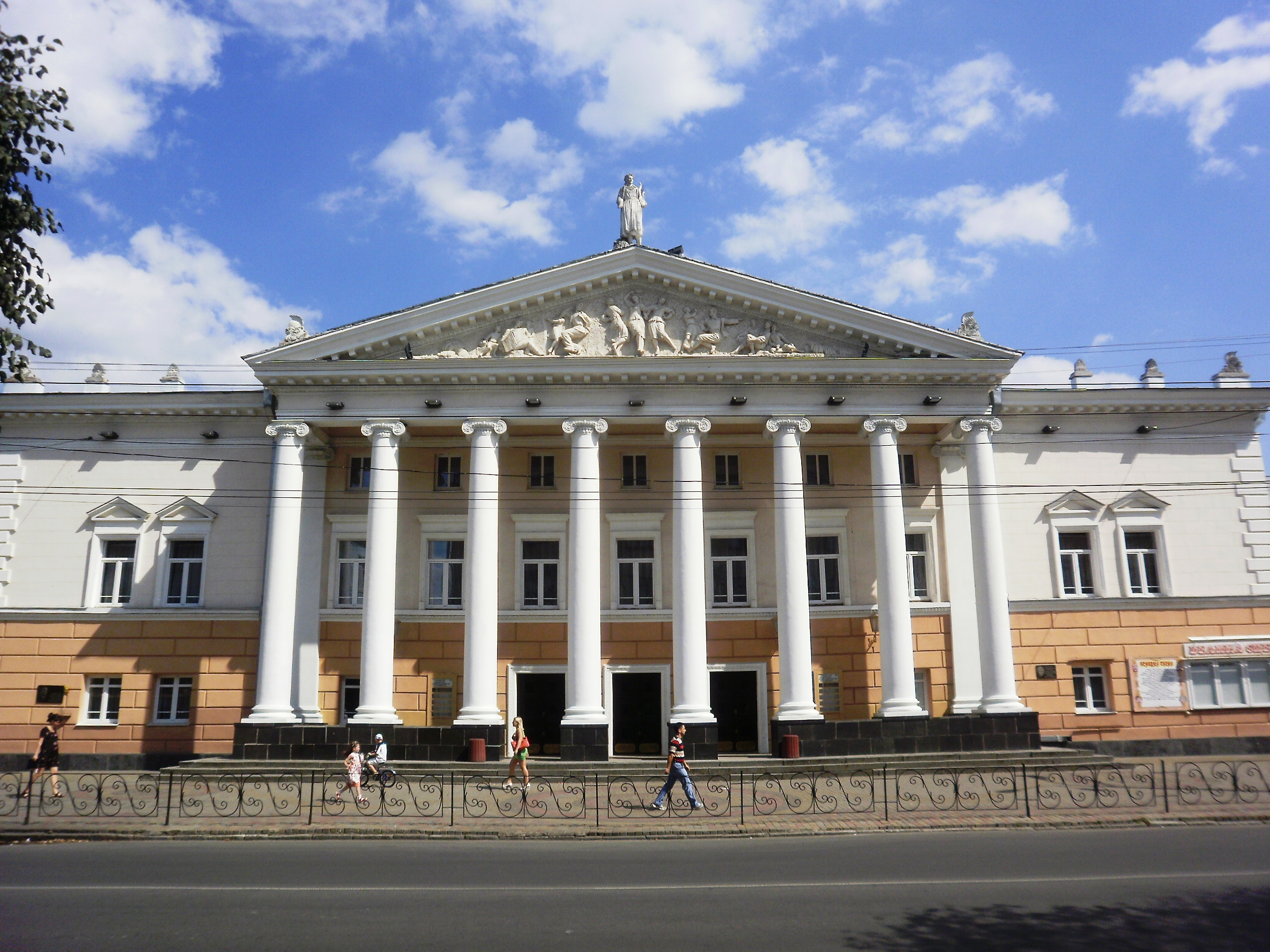
Музично-драматичний театр ім. М. К. Садовського у Вінниці

- музично-драматичний театр у Вінниці (1944—1945) — зведено в помпезному стилі «сталінського бароко» на місці зруйнованого в роки війни театру [2];
- Будинок Рад у Проскурові (1949);
- драматичний театр у Тернополі (1953—1955, разом з І. Михайленком і В. Новиковим) — використано ордерну систему класицизму [3].